# Xanthopimpla lepcha
Xanthopimpla lepcha är en stekelart som först beskrevs av Cameron 1899.  Xanthopimpla lepcha ingår i släktet Xanthopimpla och familjen brokparasitsteklar. Inga underarter finns listade i Catalogue of Life.